# Alexandra Antonova
Alexandra Ivanovna Antonova (em russo:  Александра Ивановна Антонова; Namangan, 22 de dezembro de 1991) é uma jogadora de polo aquático russa.

## Carreira
Antonova fez parte da equipe da Rússia que ficou na sexta colocação nos Jogos de Londres, em 2012.